# La Lâm
La Lâm là một nữ nghệ sĩ cao cấp ở Hồng Kông, cô từng đoạt giải hoa hậu Á Châu do ATV tổ chức, hiện là một nữ nghệ sĩ của Shaw Brothers.

## Phim đã tham gia
Năm 1991
All out of love= Thiên địa vô tình
Năm 1995
Down Memory Lane= Cuộc tình vạn dặm
Năm 1996
A Kindred Spirit= Nghĩa nặng tình thâm
Năm 2002
As you wish
Năm 2004
Venture Against Time= Đối đầu với thời gian
Năm 2008
真的戀愛了？
Năm 2014
Enthralled= Thác loạn
Năm 2018
Deep in the Realm of Conscience= Cung tâm kế 2: Thâm cung kế